# Suze Randall

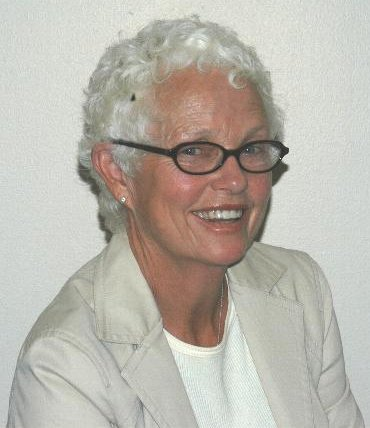
Suze Randall

Suze Randall (nascida em 1947, Inglaterra) é uma modelo e fotógrafa erótica. Ela tem sido uma das mais influentes figuras da industria pornô por mais de 22 anos.
Trabalhou como enfermeira e posteriormente como modelo de moda nos anos 1970 quando começou a ganhar notoriedade. Em 1972 ela chegou a fazer um dos filmes de Éric Rohmer chamado "Love in the Afternoon".
Desistiu de ser modelo e passou a investir em fotografias eróticas. Trabalhou durante anos nas mais famosas revistas adultas estado-unidenses como a Penthouse, Hustler e Playboy e agora trabalha de forma independente como freelancer. Seus trabalhos dos últimos anos contém muito bondage.
Entre as estrelas que fotografou podemos citar: Aria Giovanni, Alexus Winston, Lanny Barbie, Stormy Daniels, Sunny Leone, Lexus Locklear, Lilly Ann, Silvia Saint, Tera Patrick, Aimee Sweet, e muitas outras.
Suze Randall é casada com o escritor Humphry Knipe, que a ajudou em sua biografia "Suzi" (1977) e dirige a "Suze Randall Productions websites".
Sua filha Holly Randall (5 de setembro de 1978) também é fotógrafa, trabalha com a mãe e também tem seu próprio website.